# Show Aéreo Internacional de Farnborough

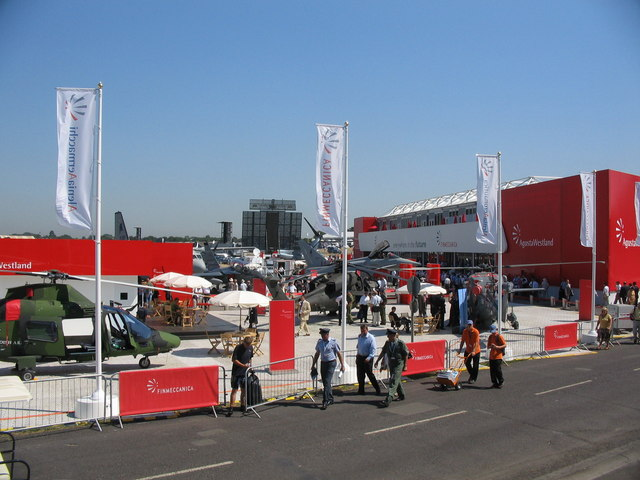
Stand da AgustaWestland, 2006

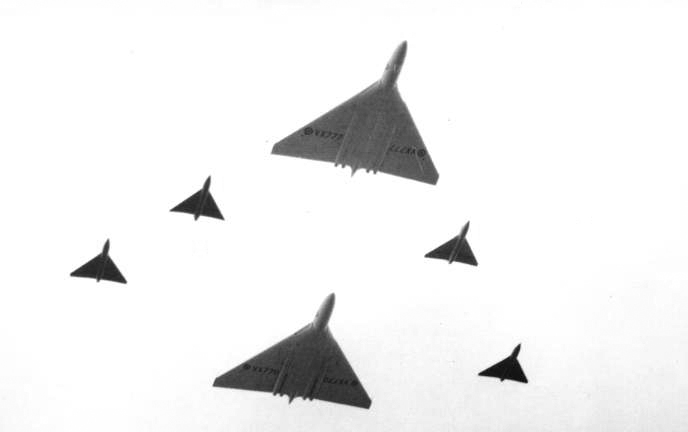
Avro Vulcans e Avro 707s voando no Farnborough Airshow de 1953.

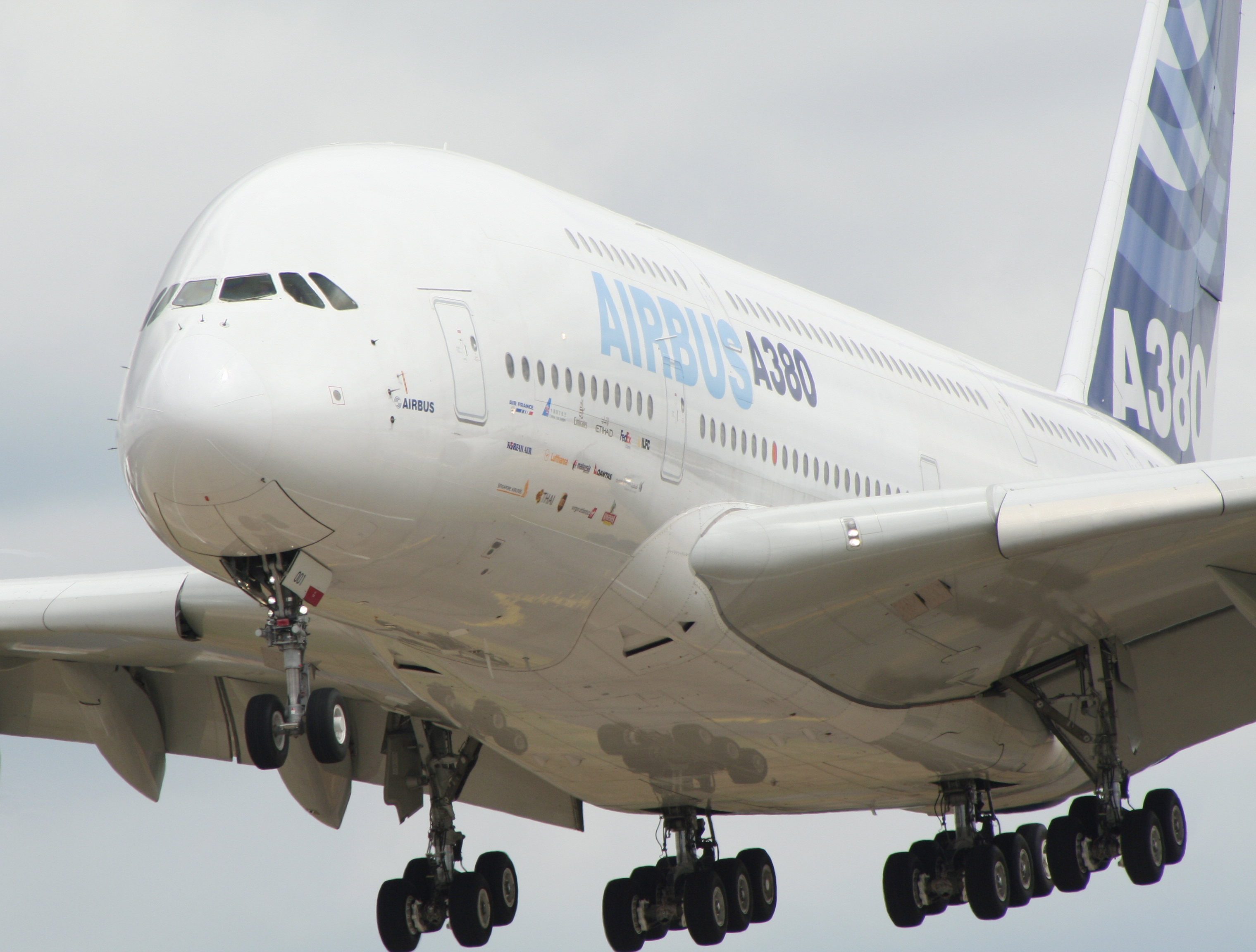
O Airbus A380 em Farnborough, 2006.

O Show Aéreo Internacional de Farnborough é um evento de uma semana que combina uma grande exposição comercial para a indústria aeroespacial e de defesa. O evento é realizado em meados de julho, em anos pares, no Aeroporto de Farnborough, localizado em Farnborough, Hampshire, Inglaterra. Os primeiros quatro dias (de segunda a quinta-feira) são dedicados exclusivamente para o comércio, com o final de três dias abertos ao público.
O show aéreo é um importante evento internacional da indústria aeroespacial e de defesa, proporcionando uma oportunidade para demonstrar aeronaves civis e militares para potenciais clientes e investidores. O show é também utilizado para promover novos desenvolvimentos e pedidos, e atrair a cobertura da mídia.
O show é organizado pela Farnborough International Limited, uma subsidiária integral do ADS Group Limited (ADS). De acordo com os organizadores, o Farnborough Airshow de 2012 atraiu 109,000 visitantes comerciais durante os primeiros cinco dias, e público de 100.000 visitantes no sábado e no domingo. Pedidos e autorizações para 758 aeronaves foram anunciadas, no valor de US$72 bilhões.

## Formato
Os vôos ocorrem em todos os sete dias, e há também aeronaves estáticas para demonstração do interior das mesmas, os estandes ficam no interior das salas de exposição. No sábado e no domingo a maioria das salas de exposições estão fechados, mas há um parque de diversões onde as crianças podem entrar.
O show aéreo de Farnborough alterna com o Paris Air Show, que acontece em anos ímpares e tem um formato semelhante, e no mesmo período, como no Berlin Air Show.

## História
O Show Aéreo de Farnborough tem suas origens na anual RAF Airshow em Hendon , a partir de 1920 a 1937. Em 27 de junho de 1932, a Society of British Aircraft Constructors realizou uma exposição com 35 aeronaves de 16 empresas em Hendon como um modelo para a indústria aeronáutica britânica. Após a Segunda Guerra Mundial, o show foi retomado para Radlett (o aeródromo da Handley Page) em 1946, e foi realizada ali, até 1948, quando o show se mudou para sua atual localização em Farnborough, Hampshire, casa do Royal Aircraft Establishment, a cerca de 30 milhas (48 km) sudoeste do centro de Londres.
Em 1952, 31 pessoas foram mortas (vinte e nove espectadores, um piloto e um navegador) quando um DH.110 jet fighter desintegrou-se em voo e caiu no meio da multidão.
No show de 1958, as Black Arrows executaram um plano de formação com 22 aeronaves em loop. Este foi um recorde mundial para o maior número de aeronaves em loop, e continua intacto até hoje.
Inicialmente um evento anual, o show é bienal desde 1962. Tornou-se um evento internacional que atrai expositores de todo o mundo — com exceção, durante a Guerra Fria, pelos países da Cortina de Ferro.
A partir de 1996, o show teve sua própria estação de rádio, operada por funcionários e alunos da Faculdade de Tecnologia de Farnborough, apesar de não operar em 2012.